# Matriz de Santarém

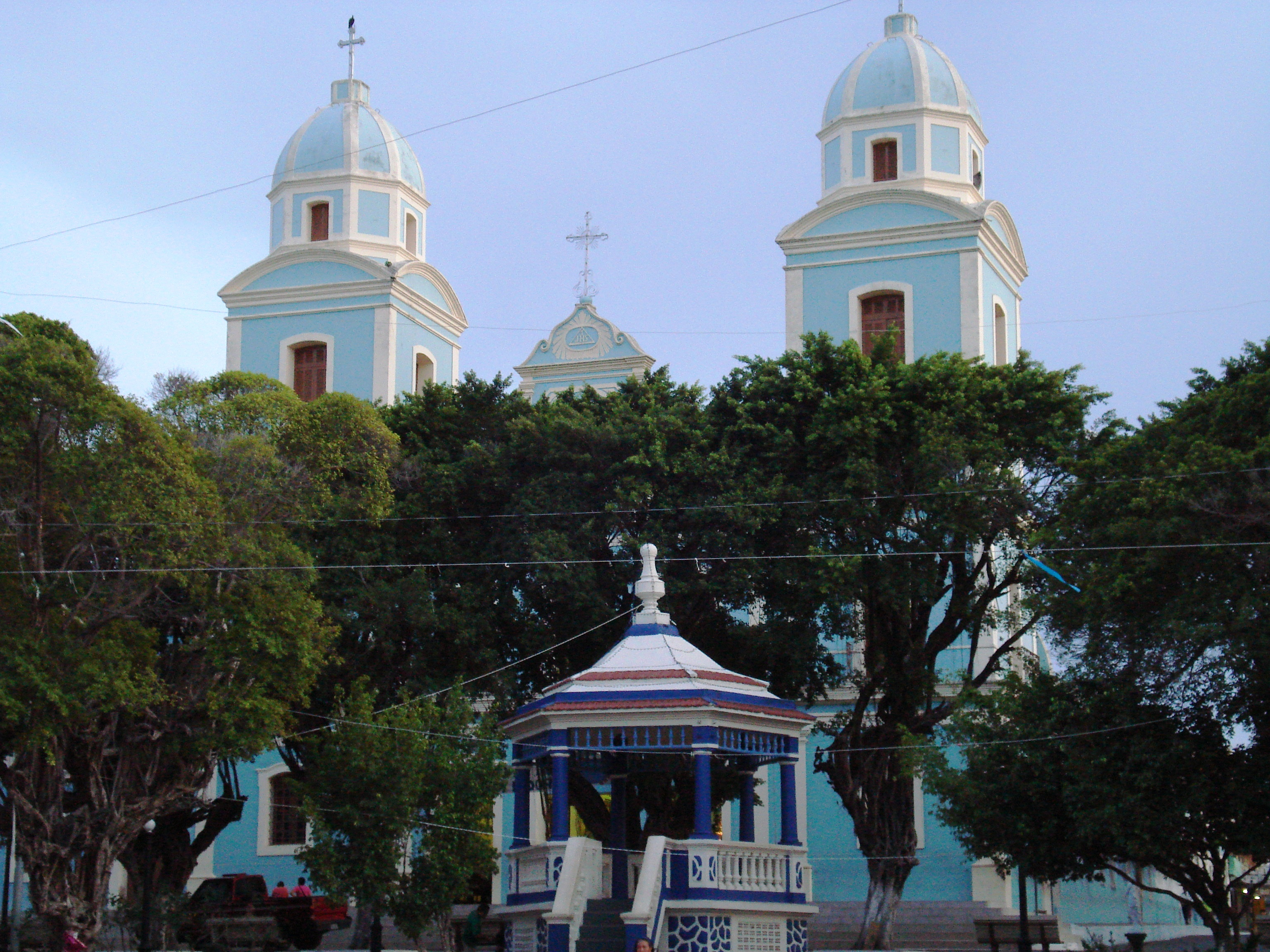
Igreja Matriz de Santarém

A Catedral Metropolitana Nossa Senhora da Conceição (Também conhecida como Igreja Matriz de Santarém) é a igreja mais antiga da cidade de Santarém, e também um dos edifícios mais antigos da cidade. 

## História
Sua construção inciou-se em 1761, na Praça Monsenhor José Gregório, cem anos após a construção da primeira capela da cidade pelo Padre João Felipe Bettendorff que localizava-se pouco mais a oeste do prédio atual. A inauguração da igreja deu-se em 08 de dezembro de 1819. A igreja teria sido projetada pelo arquiteto Antonio Landi mediante um suposto pedido do então governador Mendonça Furtado. Evidências anedóticas dão conta de que o predio foi erguido sobre um cemitério de índios Tupaiu. A construção original era dotada de duas torres, similares às atuais porém levemente menores. Em 1851 a torre da esquerda desabou, logo em seguida sua outra torre também foi derrubada. A igreja teve sua construção finalizada em 1881, com a conclusão da construção do Altar-Mor e instalação da nova cruz de ferro no alto da igreja. Em 31 de setembro de 1893 recebeu o título de Catedral. O prédio sofreu então diversas reformas e restaurações, a última realizada no ano de 2018.

## Exterior
A igreja possui duas torres de cada lado, que podem ser vistas à distância e até dos rios Amazonas e Tapajós. Dentro de uma das torres encontrava-se o sino da igreja, datado de 1880, que agora está em uma sala ao lado do altar da igreja.
Acima dos portões da igreja existe uma gravura de um triângulo com a escrita IHS.

## Interior
A igreja possui seis vitrais com imagens de Mateus, Marcos, Lucas e João, e dos dois apóstolos Pedro e Paulo, embora estejam desgastados pelo tempo e perdido suas cores.
A catedral possui um pequeno museu de arte sacra, que dota de imagens barrocas datadas dos séculos XVIII e XIX, além de objetos de culto, documentos, indumentárias, pinturas, e um acervo fotográfico. Algumas destas imagens foram trazidas da Espanha e outras foram feitas em madeira por indígenas de comunidades ribeirinhas da região. Fundado em 2003, é possível encontrar peças em mármore do antigo altar da igreja extraídas durante uma reforma na década de 1960.
Próximo ao altar existe uma placa comemorativa datada do ano de 1846, descrevendo um milagre concebido ao naturalista Alemão Carl Friedrich Philipp von Martius que escapou de um tufão no rio Amazonas durante suas expedições pelo Brasil 27 anos antes. O naturalista encomendou uma imagem de "Cristo Crucificado" feita em metal fundido que foi trazida da Alemanha.
O crucifixo só chegou até a cidade de Santarém 2 anos depois, e é destacado por representar Jesus ainda vivo. Após anos desarmado e armazenado na casa do vigário por não poder ser instalado nas frágeis paredes que a igreja possuia na época, um descontente Von Martius socilicitou intervenção do então Arcebispo da Bahia em 1851 para que fosse ordenada a instalação do seu crucifixo.
No canto oposto à plaqueta de Von Martius existe o local de sepultamento de três bispos da cidade onde suas lápides podem ser vistas. Dom Amando Bahlmann que morreu em 1939 na Itália teve seus restos mortais trazidos para a catedral em 1952. Também encontra-se sepultado na igreja o bispo Dom Tiago Ryan, falecido em 2002 nos Estados Unidos e teve seu corpo transladado até Santarém para sepultamento na catedral. Em 2007 o Bispo Dom Lino Vombömmel foi sepultado no local.